# Nätraån
Der Nätraån ist ein 100 Kilometer langer Fluss in der schwedischen Landskap Ångermanland. Er entspringt im Kirchspiel Skorped, fließt dann durch die Kirchspiele Nätra und Sidensjö, bevor er bei Köpmanholmen in den Bottnischen Meerbusen mündet. Am Fluss liegen die Orte Bjästa und Sidensjö. Es gibt insgesamt vier Wasserkraftwerke, bei Sidensjö, Brynge, Nyfors und Fors.